# Soyhières
Soyhières (hist. Saugern) − miejscowość i gmina w Szwajcarii, w kantonie Jura, w okręgu Delémont. 

## Demografia
W Soyhières mieszka 436 osób. W 2020 roku 15,6% populacji gminy stanowiły osoby urodzone poza Szwajcarią. 

## Transport
Przez teren gminy przebiega droga główna nr 18. 